# Budapesti Közlekedési Központ
Budapesti Közlekedési Központ (BKK, возможный перевод «Транспортный центр Будапешта») — венгерская компания, созданная муниципальными властями в 2011 году и управляющая общественный транспортом Будапешта. Реализует ряд реформ в сфере городского транспорта, направленных на его равную доступность для жителей.

## История
В конце 1960-х годов в транспортной системы венгерской столицы произошло крупное структурное изменение — была создана компания «Budapesti Közlekedési Zrt.» А 27 марта 2010 года в Будапеште появилась компания «Budapesti Közlekedési Központ», главным исполнительным директором которой — по решению муниципального собрания — был назначен Vitézy Dávid.
Прошедший к тому моменту (с 1990 года) период продемонстрировал недостатки имевшейся системы управления транспортом: стало ясно, что — несмотря на «демократическую рыночную среду» и контроль со стороны муниципального правительства венгерской столицы — имел место ряд серьезных проблем, заметно отягощавших повседневную жизнью горожан. Во многих случаях это было связано с отсутствием финансовых средств, а также — из-за отсутствия координации и единого руководства (хотя сами отдельные эксперты по транспорту часто руководствовались «наилучшими намерениями»). Эти проблемы и была призвана решить BKK.
26 ноября 2014 года муниципальная ассамблея города приняла предложение о новой структуре холдинга и его совете директоров, а уже 3 декабря Vitézy Dávid покинул свой пост, а на его место был избран Dabóczi Kálmán.

## Виды деятельности
Обязанностями BKK являются: организация услуг общественного транспорта, создание транспортной сети и соответствующего расписания движения, открытое (публичное) заключение договоров об оказании общественных услуг с поставщиками в конкурентном режиме, разработка и формулировка предложений по система тарифов, контроль за приобретением транспортных билетов, управление движением общественного транспорта города, а также контроль «аварийного трафика».

## Статус
Общественный транспорт Будапешата не способен быть самоокупаемым: продажа билетов и проездных недостаточна для покрытия операционных расходов столь обширной системы, стоящей ежегодно около 48 миллионов евро. Это, по сути, означает, что общественный транспорт является государственной услугой. При этом наиболее значительными из дополнительных доходов BKK являются: доходы от продажи рекламных поверхностей и арендные платежи за использование недвижимого имущества (коммерческих помещений как наземных, так и в расположенных в метро), а также доходы, связанные с парковкой и сборы за разрешения на перевозку грузов.

## Закон о равных возможностях
Соответствующая глава закона о равенстве обязывает BKK также обеспечить «необходимую степень трансформации транспортной системы», способную реализовать равные возможности доступа к общественному транспорту для жителей города. По данным на 2008 год, в Будапеште действовали более 200 рейсов, частично или полностью представлявшие собой «безбарьерный транспорт»: в частности, низкопольные автобусы.
К 2017 году большинство автобусных и троллейбусных линий хотя бы частично является низкопольным. Ведётся работа по соответствующей модификации трамвайной сети города и метрополитена. Специальные автобусы, действующие в режиме «такси», доставляют верующих горожан на службу в церкви — проект создан совместно с Национальной федерацией инвалидных ассоциаций страны. При этом цена на такие поездки для лиц с ограниченными физическими возможностями снижена: тем самым Budapesti Közlekedési Központ устранила ранее действовавшую «дискриминационную» систему, в которой люди с ограниченной мобильностью платили больше.

### Оказание помощи слабовидящим
BKK пытается сделать проще перемещение по городу для слабовидящих: на транспорте устанавливаются специальные напольные покрытия, помогающие ориентироваться, а также — информация о рейсах передаётся в аудиорежиме.
Линия метро M2 после ремонта 2005—2007 годов стала примером подобных изменений: чтобы помочь слепым и слабовидящим, каждая станция на линии оснащена специальными «рельефными» информационными щитами с расписанием, набранным шрифтом Брайля, а на самих перронах установлено тактильное покрытие.

## Организация
По словам мэра Иштвана Тарлоса, акционерный капитал компании должен был составить 50 миллионов форинтов, разделённый на 50 обыкновенных акций, номинальной стоимостью в 1 млн форинтов. Компанией управляет её правление из 5 человек, а также ряда контролирующих лиц.

## Критика
Высказывалось суждение, что из-за плотного графика движения у водителей остаётся недостаточно времени на отдых. А из-за усиления контроля над безбилетным проездом — проходом через переднюю дверь — водители получили ещё и дополнительную нагрузку.